# Dampfdruckaufschluss
Der Dampfdruckaufschluss ist ein physikalisches Verfahren des Faseraufschlusses zur Gewinnung von Naturfasern bei Bastfaser-Pflanzen wie Flachs oder Hanf, der eine Zerlegung des Zellverbundes in Einzelfasern ermöglicht (Cottonisierung). Der Dampfdruckaufschluss kann zudem zur Vorbehandlung lignocellulosehaltiger Biomasse verwendet werden, um anschließende Prozesse, wie eine enzymatische Hydrolyse, zu verbessern.

## Technik
Die faserhaltigen Pflanzenstängel werden in einem geschlossenen Autoklaven (Druckgefäß) in alkalisiertem Wasser weit über den Siedepunkt bei Normaldruck (100 Grad Celsius) erhitzt. Durch rasches Öffnen des Gefäßes erfolgt eine sehr schnelle Absenkung des Drucks. In den nun überhitzten Pflanzenteilen kocht der Wassergehalt auf, wodurch es zu einer Sprengung des Zellverbundes und einer Zerlegung in Einzelfasern kommt. Die Technologie wurde bisher vor allem im Labormaßstab angewendet, wird jedoch als reif für die industrielle Umsetzung beurteilt.
Eine Technik ohne den Prozess der spontanen Druckentspannung wird auch als Dampfdruck-Refiner-Aufschluss bezeichnet.